# Evergestis
Evergestis é um gênero de mariposa pertencente à família Crambidae.